# Autoridad Monetaria de Palestina
La Autoridad Monetaria de Palestina (en árabe:سلطة النقد الفلسطينية) es el banco central de Palestina.

## Funciones
Tiene como objetivo mantener la estabilidad monetaria, financiera y promover el crecimiento económico sostenible a través de lo siguiente:
- Regulación y supervisión efectiva y transparente de bancos, instituciones crediticias especializadas y cambistas que operan en Palestina.
- Supervisar la implementación y operación de sistemas de pago modernos y eficientes.
- Desarrollo y ejecución de la política monetaria diseñada para lograr la estabilidad de precios.

Está activo en la promoción de la política de inclusión financiera y es miembro de la Alianza para la Inclusión Financiera. Es responsable de establecer la política monetaria, así como de supervisar la actividad de los bancos regulares (o "bancos de la calle").
El banco opera por un acto del "Consejo Legislativo Palestino", Ley Número (2) de 1997, que delineó la plena autoridad y autonomía de la banco y la "Ley Bancaria Número 9" de 2010.